# Цирк (Древний Рим)
Цирк  (лат. circus «круг») у древних римлян — общественное сооружение в виде вытянутого овала; место конских скачек и состязаний в скорости езды на колесницах, а впоследствии и некоторых других зрелищ, происходивших в известные праздничные дни и называвшихся цирковыми играми (лат. ludi circenses).
В современном языке аналогичное сооружение называется греческим словом ипподром.

## Терминология
Слово лат. Circus обозначает всякое кольцо (лат. omnis ambitus vel gyrus), всякую фигуру без углов. Отсюда и место, на котором в Италии по греческому образцу устраивали конные ристания и которое в большинстве случаев было удлинённой долиной между двумя холмами, стали звать этим именем не по назначению места, как в Греции (см. Гипподром), а из-за его формы. С течением времени площади для конных ристаний обстраивались по образцу греческих гипподромов и италийских амфитеатров, появлялись места для зрителей, старт и т. п.; но и в то время, когда архитектурный тип цирка совершенно выработался, целый ряд местностей принуждён был довольствоваться более или менее приспособленной площадью с временными местами для зрителей.
Подобных цирков было немало в провинциях Запада (например, в Африке). Объясняется это тем, что постоянные места для зрителей при колоссальном протяжении постройки должны были стоить огромных денег. Колоссальность здания объясняет и то, почему римский цирк никогда не был сплошь каменным, а верхние его этажи всегда были деревянными. Образцом для цирков послужил главный цирк Рима, так называемый Circus Maximus.

## Цирковые сооружения
В начале существования Рима, при первых царях, местом цирка служило Марсово поле; затем, как гласит предание, Луций Тарквиний Приск устроил за счёт добычи в войне с латинами особое ристалище в долине между Палатинским и Авентинским холмами, известное потом под названием «Великого цирка» (лат. Circus Maximus).
Тарквиний Гордый несколько изменил расположение этого сооружения и увеличил в нём число мест для зрителей, Юлий Цезарь значительно расширил его, а Нерон после знаменитого пожара, опустошившего Рим, выстроил Великий цирк вновь с большей против прежнего роскошью; Траян и Домициан улучшили его ещё более, и даже Константин и его сын, Констанций, заботились о его украшении. Последние скачки в нём происходили в 549 году. Таким образом, он просуществовал шесть веков, и его история тесно связана с историей Рима и Римской империи.
Расположением своим он походил на древнегреческие гипподромы. Арена цирка после его перестройки Юлием Цезарем имела в длину 640 м и в ширину 130 м. С трёх сторон, одной короткой и полукруглой и двух боковых, длинных, она была опоясана покоившимися на сводах многочисленными, устроенными один выше другого ярусами сидений (лат. moeniana), над которыми возвышались павильоны и галереи с колоннами. Нижний ярус, лежавший непосредственно над довольно высоким цоколем сооружения (лат. podium), был назначен для сенаторов; тут же во времена императоров находилась их трибуна (лат. pulvinar). Следовавший за тем ярус могли занимать только всадники, а остальные ярусы предоставлялись для людей прочих сословий. С внешней стороны вся эта часть сооружения представляла аркады и колоннады, из-под которых по множеству лестниц можно было пробираться к местам для зрителей. Огромное сооружение было без крыши, но зрителей могло защищать от солнца натянутое над ними полотно.
По образцу старейшего римского «Великого цирка» строились другие, как в самом Риме, так и в его провинциях, в которых под конец существования империи не было ни одного мало-мальски значительного города, обходившегося без подобного здания. В Риме кроме «Великого цирка» находилось ещё три:
- построенный в 220 г. до н. э. на западе от Капитолия цирк Фламиния, в котором Август давал однажды народу представление охоты на крокодилов посреди арены, наполненной водой;
- цирк Нерона (называвшийся также цирком Калигулы и Ватиканским), начатый постройкой при Калигуле, законченный Нероном и известный в истории, главным образом, как место жестоких мучений, которым подвергал христиан второй из названных императоров;
- цирк Каракаллы, выстроенный, однако, не при нём, а столетием позже при Ромуле, сыне Максенция, и важный для археологов тем, что его значительные развалины, раскинувшиеся за прежними Капенскими воротами (за нынешней Porta San Sebastiano), дают возможность изучить устройство римских цирков.

Но ещё лучше служить этой цели могут открытые в 1823 году остатки цирка в местности древних Бовилл, небольшого городка у подножия Альбанских гор, на Аппиевой дороге. Цирк этот не велик, но представляет собою типичный образец римских цирков и сравнительно хорошо сохранился.

## Игры
Почти полное разрушение цирков объясняется как тем, что квадры сидений были превосходным материалом для построек, так и тем, что только меньшая часть цирков была каменной. Всё же и при таком состоянии разрушения можно себе составить представление и о плане цирка, и об его внутреннем убранстве — о первом как на основании раскопок, так, особенно, и на основании известного Северовского плана Рима, от которого сохранился кусок с изображением южной части цирка. По этому фрагменту и размерам долины можно вычислить приблизительно размеры цирка. Длина здания — 635 м, шир. 150 м, длина арены 590 м, шир. 80 м. Руководясь этими размерами, можно проверить указания авторов на вместимость цирка: весьма возможно, что при Августе число мест достигало приблизительно 150 000, а ко времени Константина увеличилось почти до 200 000.
О внутреннем убранстве цирка можно судить на основании ряда римских памятников (рельефы, монеты, мозаики) и особенно на основании найденной в Барселоне мозаики, изображающей цирковые ристания. Детали изображения почти сходны с изображениями на римских памятниках. На spina изображены здесь, кроме приспособлений для счета и обелиска, ряд святилищ, колонки со статуями Викторий, статуя Великой матери богов (верхом на льве), военные знамёна, кроме того ряд атлетов и зверей — может быть, статуй, символизирующих те игры, которые давались в цирке кроме ристаний. На других памятниках мы видим, кроме того, святилище трёх богов, алтарь, трофеи с пленниками (ср. связанных людей на барселонской мозаике) и др.
Главным зрелищем, собиравшим народ в цирк, были скачки на колесницах (кроме них упоминаются и бега, и бои атлетов, и бои зверей, и упражнения на верховых лошадях). Первоначально эти бега были составной частью религиозно-политических торжеств, сопровождавших возвращение войска из похода, что сказывается, в виде пережитка, на той pompa, которою вводились состязания колесниц. Pompa эта носила характер триумфа, с религиозной подкладкой. Она торжественно шла с Капитолия по форуму и скотному рынку и входила в южные ворота цирка. Во главе шёл или ехал (если это был претор или консул) магистрат, дававший игры, в триумфальной одежде (шитая золотом тога и туника, украшенная вышитыми на ней пальмами), держа в руке скипетр, украшенный орлом; сзади него стоял или шёл венчавший его золотым дубовым венцом общественный раб. Впереди гремела музыка, магистрата окружали его дети, друзья и клиенты. За ним везли и несли статуи богов, впоследствии — и обожествленных императоров, начиная с Юлия Цезаря. После этого вводного акта, очень длинного и очень педантичного, начинались игры.
Открывались одновременно ворота и обыкновенно 4, иногда больше (6, 8, 12, смотря по количеству партий и колесниц каждой партии) колесниц, парою или чаще четверкою, вылетали на арену. Бег начинался направо от меты и кончался у места на противоположной стороне, отмеченного белой линией, после семикратного оббегания spina. Число заездов не всегда было одинаково: начиналось с 10 или 12, но чем дальше, тем более число их увеличивалось, и в императорское время доходило до 24 пли даже 36, что заполняло весь день с утра до вечера. Каждая скачка длилась не более четверти часа. Во время скачки возницы употребляли всевозможные средства, чтобы добыть первый приз, — средства, поведшие к выработке особого технического скакового жаргона, на котором написаны надписи в честь или память возниц.
Особую опасность представляло огибание мет, к которым каждый старался держаться поближе; все зависело от выдержки и ловкости крайней левой лошади. Несчастные случаи были вполне обычны; лёгкую двуколеску, открытую сзади, ничего не стоило сломать при силе и быстроте четырёх лошадей; почти все изображения скачек дают в определённой схеме из четырёх состязающихся колесниц одну разбитой. Приз состоял из венка и известной суммы денег; давались и вторые, и третьи призы.

### Цирковые партии
Поставка лошадей и возниц первоначально исходила от государства и отдавалась магистратами на откуп. Чем дальше, тем крупнее становились приплаты магистратов, дело же поставки организовалось в два больших предприятия, возможно субсидируемые правительством. Предприятия содержали конюшни, лошадей, персонал возниц, школы для возниц, выезжали лошадей и т. п. Техническое имя предприятий было factio; главный заведующий носил имя dommus factionis.
Различались factiones между собой цветом. Две компании республиканского времени одевали своих наездников одна в белое, другая в красное, и поэтому назывались russata и albata. В императорское, вероятно, время к этим двум присоединились синие и зелёные (лат. factiones veneta и prasina); временно при Домициане имелись ещё золотые и пурпуровые (лат. purpureus pannus и auratus pannus). Из этих партий видную роль играли в императорское время только синие и зелёные; около них сосредоточился весь интерес посетителей цирка.
Интерес к лошадям, к возницам, азарт ставок — все это, раздуваемое участием высших слоев общества вплоть до императора, повело к тому, что интересы цирка были насущнейшими и живейшими интересами Рима. Интерес сосредоточивался на постоянных носителях тех или других преимуществ — компаниях, поставщиках лошадей и возниц, — и раздувался самими компаниями; зритель привыкал усваивать себе интересы компании, и, таким образом, получилось страстное участие в судьбе не лошади или возницы, а партии. Страстность доходила до схваток и битв; влиятельные люди одной партии старались навредить другой; сами императоры проводили немало времени в конюшнях любимой партии и мощью своей власти поддерживали её в ущерб другой. С падением культурности страстность достигает своего апогея на ипподроме Константинополя. Пристрастие к партиям поддерживало интерес к носителям славы партии — возницам и лошадям, особенно к возницам, так как от их ловкости более всего зависела победа.

### Профессионалы римского цирка
Специализация вытеснила дилетантов из цирков; рука об руку с ней шла выработка понятия о её неуместности, как ремесла, для римской аристократии. Поначалу колесницы в цирке гоняли юноши знатных семей; они же, пока были ещё pueri, там же демонстрировали высшую школу езды в ряде сложных военных эволюций, принимая участие в так называемых троянских играх (lusus Troiae).
В последние века республики всё это вышло из моды, Цезарю и Августу, в их стремлении бороться с изнеженностью общества и кастовыми предрассудками, пришлось насильно вновь вводить старые обычаи. Они заставляли знатную молодежь гоняться на колесницах, выступать и в детском, и в юношеском возрасте в ряде военных упражнений на глазах у публики (ludi sevirales: участники — всадники, только что надевшие toga virilis; lusus Traiae: участники — дети лучших сенаторских семей).
Воспитательные цели Цезаря и Августа сменились страстным увлечением цирком Калигулы и Нерона: не упражнение физических сил и борьба с предрассудками, а спорт сам по себе, любовь к успехам, видным и шумным в этой области, руководили особенно Нероном и его позднейшими подражателями. Слава возниц, их популярность не давали спать императорам, подобным Нерону.
Но как ни росло увлечение скаковым спортом в обществе, цирковые погонщики из общества всё-таки были исключением: тон в цирке задавали профессионалы. Выработка техники и умелая подготовка, в связи со специальными способностями, вырабатывали искусников, побеждавших по нескольку тысяч раз и составлявших себе колоссальные состояния из призов и особой платы от партии и нанимателей. Имена их гремели повсюду; все знали Скорпа или Диокла, и ряд надписей подробно рассказывает нам их цирковую карьеру.
Возницы начинали свою карьеру очень молодыми, что обусловливалось в значительной степени требованием от них возможной лёгкости. Большинство рано кончало жизнь насильственной смертью; лишь немногие, составив себе состояние, удалялись на покой. Самый костюм возниц указывал на опасность их профессии: поверх туники они обмотатывались ремнями, на голове носили гладкую кожаную шапку, ноги вплоть до сандалий также обматывались ремнями, всё это — чтобы защитить по возможности тело от ударов и чтобы на всем теле не было одежды, которая могла бы за что-нибудь зацепиться, на которой можно было бы повиснуть. Вожжи привязывались к пояснице возницы, чтобы можно было править одной рукой, а в другой держать бич; у пояса висел кривой нож для обрезания вожжей в случае падения. Возницы были очень суеверны. Амулеты покрывали сплошь сбрую лошадей, их носили на теле сами возницы. В гробницах Карфагена и Аппиевой дороги найдено немало свинцовых писем к подземным богам — писем, которые должен был доставить по назначению мертвец: возницы поручали здесь друг друга вниманию подземных богов, приглашая их наслать на противника всевозможные цирковые напасти.

### Лошади
Большой интерес возбуждали и лошади. Все знали знаменитых левых пристяжных (лат. funales), побеждавших по сотне раз. Испания, Африка, Италия, Греция, Каппадокия конкурировали высотой крови и скаковых качеств своих конских заводов.
Потребление и спрос на лошадей были громадны; конские заводы, очевидно, давали крупным заводчикам хорошие доходы. Особо крупные предприятия этого рода создали чудные пастбища Африки; немало сохранилось мозаик, свидетельствующих о любви к лошадям, интересе к ним и распространённости коннозаводства в этой римской провинции. Каждая лошадь имела своё имя и свою генеалогию, сотни имён переданы нам разнообразными памятниками, от мозаик и до свинцовых входных билетов-тессер. Лошадям-победителям на обратном пути в конюшни устраивали настоящие триумфы.

## Социальное влияние
Одинаково страстно жили цирковой жизнью и Рим, и провинции. Антиохия или Лион не уступали в этом отношении Карфагену и Коринфу. В Риме могли не знать, чем закончилась война с германцами или парфянами, но всякий знал, кто победил в последний цирковый день — синие или зелёные.